# Seznam ameriških bankirjev
Seznam ameriških bankirjev.

## A
William L. Armstrong - 

## B
(Bernard Baruch) - August Belmont - Eugene R. Black - Prescott Bush

## C
William Wilson Corcoran - 

## D
Francis R. Delano - Jamie Dimon - Joseph Dodge - William Henry Draper Jr. - Anthony Joseph Drexel I. - 

## E
Marriner Stoddard Eccles - 

## G
Amadeo Giannini - Henry Goldmann - Marcus Goldmann - Jerome Davis Greene - 

## H
Alexander Hamilton - Averell Harriman - William P. G. Harding - Kay Bailey Hutchison - 

## J
Thomas S. Johnson - 

## K
Joseph Patrick Kennedy ? Paul Joseph Kennedy? - John Kyle - 

## L
Thomas W. Lamont - 

## M
Alexander McDougall - Andrew W. Mellon - Steven Mnuchin - Orra E. Monnette - J. P. Morgan (=John Pierpont Morgan 1837-1913) - J. P. Morgan mlajši (=John Pierpont Morgan 1867-1943) - Junius Spencer Morgan - Frank Murkowski - 

## P
Peter George Peterson - Henry Pomeroy Davison - Lewis Thompson Preston - 

## R
Bebe Rebozo - David Rockefeller - John D. Rockefeller Jr. - Felix Rohatyn - 

## S
Samuel Sachs - Walter E. Sachs - William Tecumseh Sherman - Laurence H. Silberman - Richard B. Stone - 

## T
John Templeton (1912-2008)

## V
John David Vanderhoof - 

## W
Paul Warburg - George Herbert Walker - James Wolfensohn - Paul Wolfowitz - George David Woods - William Woodward starejši - 

## Z
Robert Zoellick